# MTV Hard Rock Live
Pour les articles homonymes, voir Hard rock (homonymie).
Albums de Simple Plan
Still Not Getting Any...
(2004) Simple Plan
(2008)
MTV Hard Rock Live est le deuxième album live du groupe canadien Simple Plan sorti le 4 octobre 2005. Cet album contient les tubes Welcome to my life, Shut up, I'm just a kid, Addicted et Untitled (How Could This Happen To Me?)

## Liste des titres
1. Shut Up! (Live)
2. Jump (Live)
3. The Worst Day Ever (Live)
4. Addicted (Live)
5. Me Against The World (Live)
6. Crazy (Live)
7. God Must Hate Me (Live)
8. Thank You (Live)
9. Welcome To My Life (Live)
10. I'm Just A Kid (Live)
11. I'd Do Anything
12. Untitled (How Could This Happen To Me?) (Live)
13. Perfect (Live)
14. Crazy (Acoustic)

## Certifications

### album
| Pays   | Association       | Certification | Ventes/Équivalences |
| ------ | ----------------- | ------------- | ------------------- |
| Brésil | Pro-Musica Brasil | or            | 30 000              |
| Canada | CRIA              | or            | 50 000              |

### DVD
| Pays   | Association       | Certification | Ventes/Équivalences |
| ------ | ----------------- | ------------- | ------------------- |
| Brésil | Pro-Musica Brasil | or            | 15 000              |